# الدوري الكويتي 1967–68
أقيمت بطولة الدوري الكويتي السابعة في موسم 1967/1968، وقد حقق لقب البطولة نادي الكويت للمرة الثانية في تاريخه والأولى منذ أربعة سنوات.

## ترتيب الفرق
| الفريق                | لعب | فاز | تعادل | خسر | له | عليه | النقاط |
| --------------------- | --- | --- | ----- | --- | -- | ---- | ------ |
| نادي الكويت           | 10  | 7   | 2     | 1   | 15 | 8    | 16     |
| نادي العربي           | 10  | 5   | 4     | 1   | 17 | 7    | 14     |
| نادي السالمية         | 10  | 5   | 2     | 3   | 18 | 11   | 12     |
| نادي القادسية الكويتي | 10  | 5   | 2     | 3   | 16 | 13   | 12     |
| نادي الفحيحيل         | 10  | 1   | 3     | 6   | 7  | 17   | 5      |
| التضامن               | 10  | 0   | 1     | 9   | 6  | 23   | 1      |

## أرقام من البطولة
- أكثر الفرق تحقيقا للفوز هو نادي الكويت بسبعة انتصارات.
- أقل الفرق تحقيقا للفوز هو نادي التضامن حيث لم يفز.
- أكثر الفرق تعرضا للخسارة هو نادي التضامن بتسعة خسائر.
- أقل الفرق تعرضا للخسائر هما نادي الكويت ونادي العربي الكويتي.
- أكثر الفرق تحقيقا للتعادل هو نادي العربي الكويتي بأربعة تعادلات.
- أقل الفرق تحقيقا للتعادل هو نادي التضامن بتعادل واحد.
- أكثر الفرق تسجيلا للأهداف هو نادي السالمية ب18 هدف.
- أقل الفرق تسجيلا للأهداف هو نادي التضامن ب6 أهداف.
- أكثر الفرق استقبالا للأهداف هو نادي التضامن ب23 هدف.
- أقل الفرق استقبالا للأهداف هو نادي العربي الكويتي ب7 أهداف.